# Serie A (1935/1936)
Serie A 1935/1936 – 36. edycja najwyższej w hierarchii klasy mistrzostw Włoch w piłce nożnej, organizowanych przez Direttorio Divisioni Superiori, które odbyły się od 22 września 1935 do 10 maja 1936. Mistrzem została Bologna, zdobywając swój trzeci tytuł.

## Organizacja
Liczba uczestników pozostała bez zmian (16 drużyn). Bari i Genova 1893 awansowali z Serie B. Rozgrywki składały się z meczów, które odbyły się systemem kołowym u siebie i na wyjeździe, w sumie 34 rundy: 2 punkty przyznano za zwycięstwo i po jednym punkcie w przypadku remisu, z możliwą dogrywką, rozstrzygać sytuacje ex aequo w końcowej klasyfikacji.. Zwycięzca rozgrywek ligowych otrzymywał tytuł mistrza Włoch. Dwie ostatnie drużyny spadało do Serie B.

## Drużyny

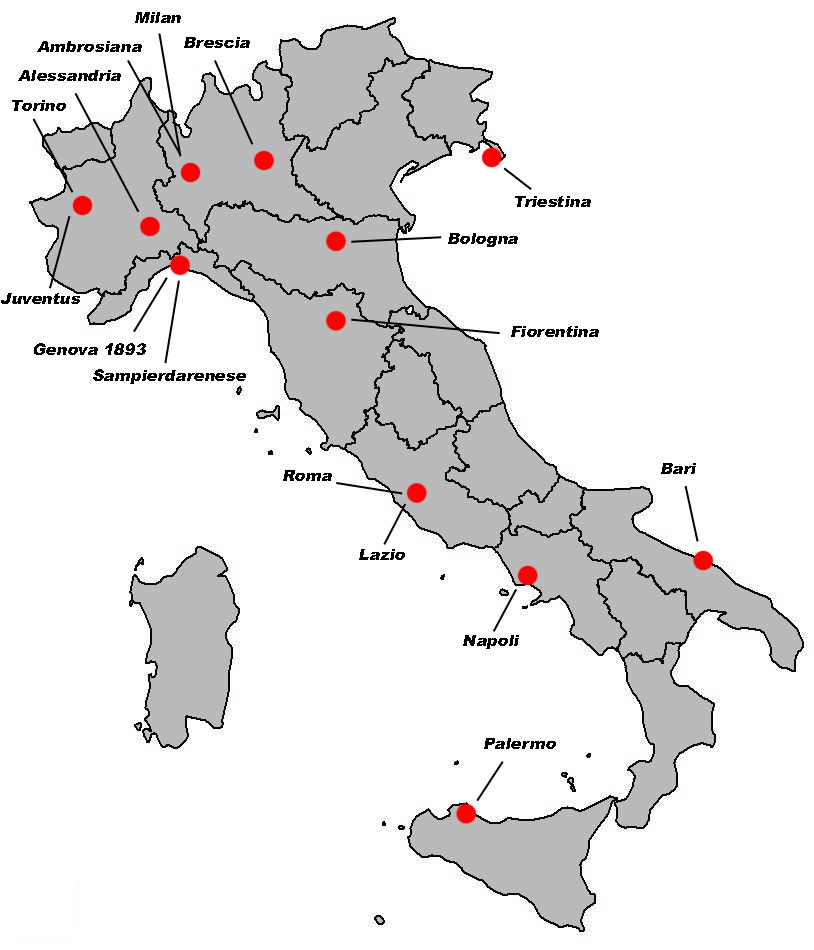
Lokalizacja klubów grających w Serie A

| Uczestnicy poprzedniej edycji                                                                                 | Uczestnicy poprzedniej edycji | Uczestnicy poprzedniej edycji | Uczestnicy poprzedniej edycji |
| --- | ----------------------------- | ----------------------------- | ----------------------------- |
| ALE | Alessandria                   | 7                             |                               |
| AMB | Ambrosiana-Inter              | 2                             |                               |
| BOL | Bologna                       | 6                             |                               |
| BRE | Brescia                       | 10                            |                               |
| FIO | Fiorentina                    | 6                             |                               |
| JUV | Juventus                      | 1                             |                               |
| LAZ | Lazio                         | 5                             |                               |
| MIL | Milan                         | 10                            |                               |
| NAP | Napoli                        | 7                             |                               |
| PAL | Palermo                       | 7                             |                               |
| ROM | Roma                          | 4                             |                               |
| SAM | Sampierdarenese               | 13                            |                               |
| TOR | Torino                        | 14                            |                               |
| TRI | Triestina                     | 10                            |                               |
| Awans z Serie B 1934/1935                                                                                     |                               |                               |                               |
| BAR | Bari                          | 1                             |                               |
| GEN | Genova 1893                   | 2                             |                               |
| Oznaczenia: - kolumna pierwsza – skróty nazw drużyn, - kolumna trzecia – miejsce zajęte w poprzednim sezonie. |                               |                               |                               |

## Tabela
| Poz | Klub             | M  | Z  | R  | P  | GZ | GS | +/- | Pkt | Uwagi       |
| --- | ---------------- | -- | -- | -- | -- | -- | -- | --- | --- | ----------- |
| 1.  | Bologna          | 30 | 15 | 10 | 5  | 39 | 21 | +18 | 40  | Mistrzostwo |
| 2.  | Roma             | 30 | 16 | 7  | 7  | 32 | 20 | +12 | 39  |             |
| 3.  | Torino           | 30 | 16 | 6  | 8  | 49 | 33 | +16 | 38  |             |
| 4.  | Ambrosiana-Inter | 30 | 14 | 8  | 8  | 61 | 34 | +27 | 36  |             |
| 5.  | Juventus         | 30 | 13 | 9  | 8  | 46 | 33 | +13 | 35  |             |
| 6.  | Triestina        | 30 | 10 | 12 | 8  | 46 | 39 | +7  | 32  |             |
| 7.  | Lazio            | 30 | 11 | 8  | 11 | 48 | 42 | +6  | 30  |             |
| 8.  | Milan            | 30 | 10 | 8  | 12 | 40 | 41 | -1  | 28  |             |
| 8.  | Napoli           | 30 | 11 | 6  | 13 | 42 | 45 | -3  | 28  |             |
| 8.  | Alessandria      | 30 | 9  | 10 | 11 | 34 | 37 | -3  | 28  |             |
| 8.  | Genova 1893      | 30 | 7  | 14 | 9  | 38 | 44 | -6  | 28  |             |
| 12. | Fiorentina       | 30 | 10 | 7  | 13 | 32 | 42 | -10 | 27  |             |
| 12. | Sampierdarenese  | 30 | 9  | 9  | 12 | 32 | 49 | -17 | 27  |             |
| 14. | Bari             | 30 | 7  | 11 | 12 | 26 | 38 | -12 | 25  |             |
| 15. | Palermo          | 30 | 10 | 3  | 17 | 24 | 50 | -26 | 23  | Spadek      |
| 16. | Brescia          | 30 | 5  | 6  | 19 | 21 | 42 | -21 | 16  | Spadek      |

## Wyniki
| Gospodarz \ Gość | ALE | AMB | BAR | BOL | BRE | FIO | GEN | JUV | LAZ | MIL | NAP | PAL | ROM | SAM | TOR | TRI |
| Alessandria      |     | 2:2 | 2:0 | 1:1 | 5:0 | 2:1 | 1:0 | 3:2 | 2:0 | 6:1 | 2:3 | 1:0 | 1:0 | 1:1 | 0:2 | 0:0 |
| Ambrosiana-Inter | 2:1 |     | 2:0 | 3:1 | 1:0 | 0:2 | 3:0 | 4:0 | 3:1 | 1:1 | 4:2 | 4:0 | 5:1 | 3:0 | 4:0 | 5:0 |
| Bari             | 4:0 | 2:1 |     | 0:0 | 1:1 | 0:0 | 3:2 | 1:1 | 1:1 | 0:2 | 0:0 | 1:0 | 0:1 | 1:1 | 2:0 | 0:0 |
| Bologna          | 1:1 | 3:0 | 0:2 |     | 1:0 | 1:0 | 4:1 | 2:1 | 2:0 | 4:1 | 2:1 | 1:0 | 2:0 | 0:0 | 2:0 | 3:0 |
| Brescia          | 1:1 | 1:0 | 1:2 | 2:1 |     | 2:0 | 0:0 | 0:1 | 3:1 | 1:2 | 2:0 | 0:1 | 1:1 | 1:2 | 2:2 | 0:0 |
| Fiorentina       | 0:0 | 2:3 | 2:2 | 0:1 | 1:0 |     | 2:1 | 1:1 | 2:1 | 3:1 | 2:0 | 2:1 | 1:2 | 1:1 | 0:2 | 3:1 |
| Genova 1893      | 0:0 | 2:2 | 0:0 | 1:1 | 2:0 | 2:2 |     | 1:1 | 3:2 | 3:3 | 2:2 | 2:0 | 2:1 | 3:0 | 0:2 | 2:2 |
| Juventus         | 4:0 | 1:0 | 0:0 | 0:0 | 1:0 | 0:0 | 4:0 |     | 2:1 | 3:1 | 2:2 | 3:1 | 1:3 | 7:2 | 2:1 | 3:0 |
| Lazio            | 3:0 | 0:0 | 2:1 | 1:1 | 3:0 | 1:0 | 1:1 | 3:0 |     | 2:2 | 3:1 | 3:0 | 0:1 | 5:0 | 1:1 | 3:2 |
| Milan            | 2:0 | 2:2 | 4:0 | 1:2 | 2:1 | 1:0 | 1:0 | 2:1 | 5:0 |     | 0:1 | 3:1 | 0:0 | 1:2 | 0:1 | 0:0 |
| Napoli           | 1:0 | 3:2 | 2:0 | 0:1 | 1:0 | 4:0 | 2:1 | 0:1 | 1:2 | 1:0 |     | 3:0 | 1:2 | 4:2 | 0:1 | 2:2 |
| Palermo          | 1:0 | 1:1 | 2:1 | 2:0 | 3:2 | 1:3 | 0:1 | 1:0 | 2:1 | 0:0 | 2:2 |     | 1:3 | 2:0 | 0:1 | 1:0 |
| Roma             | 3:1 | 0:0 | 3:0 | 1:0 | 1:0 | 0:1 | 0:0 | 1:1 | 1:0 | 0:0 | 1:0 | 0:1 |     | 2:0 | 1:0 | 1:0 |
| Sampierdarenese  | 1:1 | 1:0 | 2:1 | 0:0 | 2:0 | 1:0 | 1:2 | 0:1 | 2:2 | 3:1 | 2:2 | 2:0 | 0:2 |     | 2:0 | 2:2 |
| Torino           | 1:0 | 3:3 | 2:0 | 0:0 | 2:0 | 5:0 | 4:4 | 2:2 | 0:2 | 2:1 | 1:0 | 5:0 | 1:0 | 3:0 |     | 5:3 |
| Triestina        | 0:0 | 2:1 | 4:1 | 2:2 | 2:0 | 5:1 | 0:0 | 1:0 | 3:3 | 1:0 | 6:1 | 5:0 | 0:0 | 1:0 | 2:0 |     |

Źródło: Almanacco Illustrato del Calcio - La Storia 1898-2004, Panini Edizioni, Modena, September 2005 (wł.)
Objaśnienia:
1Drużyna gospodarzy jest wymieniona po lewej stronie tabeli.
Kolory: zielony – zwycięstwo gospodarzy, żółty – remis, różowy – zwycięstwo gości.

## Najlepsi strzelcy
| Bramki | Strzelcy            | Drużyna          |
| ------ | ------------------- | ---------------- |
| 25     | Giuseppe Meazza     | Ambrosiana-Inter |
| 20     | Guglielmo Gabetto   | Juventus         |
| 19 (2) | Silvio Piola        | Lazio            |
| 12     | Giovanni Busoni     | Napoli           |
| 12     | Alfredo De Vincenzi | Ambrosiana-Inter |

## Skład mistrzów
| Zwycięzca Serie A 1935/36 |
| ------------------------- |
| Bologna 3 Tytuł           |

| formacja                                                                                  | Piłkarz (liczba meczów)                                                          |
| ----------------------------------------------------------------------------------------- | -------------------------------------------------------------------------------- |
| Gianni Fiorini Gasperi Montesanto Andreolo Corsi Sansone Fedullo Reguzzoni Maini Schiavio | Mario Gianni (30)                                                                |
| Gianni Fiorini Gasperi Montesanto Andreolo Corsi Sansone Fedullo Reguzzoni Maini Schiavio | Dino Fiorini (30)                                                                |
| Gianni Fiorini Gasperi Montesanto Andreolo Corsi Sansone Fedullo Reguzzoni Maini Schiavio | Felice Gasperi (30)                                                              |
| Gianni Fiorini Gasperi Montesanto Andreolo Corsi Sansone Fedullo Reguzzoni Maini Schiavio | Mario Montesanto (24)                                                            |
| Gianni Fiorini Gasperi Montesanto Andreolo Corsi Sansone Fedullo Reguzzoni Maini Schiavio | Michele Andreolo (30)                                                            |
| Gianni Fiorini Gasperi Montesanto Andreolo Corsi Sansone Fedullo Reguzzoni Maini Schiavio | Giordano Corsi (29)                                                              |
| Gianni Fiorini Gasperi Montesanto Andreolo Corsi Sansone Fedullo Reguzzoni Maini Schiavio | Raffaele Sansone (27)                                                            |
| Gianni Fiorini Gasperi Montesanto Andreolo Corsi Sansone Fedullo Reguzzoni Maini Schiavio | Francisco Fedullo (27)                                                           |
| Gianni Fiorini Gasperi Montesanto Andreolo Corsi Sansone Fedullo Reguzzoni Maini Schiavio | Carlo Reguzzoni (30)                                                             |
| Gianni Fiorini Gasperi Montesanto Andreolo Corsi Sansone Fedullo Reguzzoni Maini Schiavio | Bruno Maini (23)                                                                 |
| Gianni Fiorini Gasperi Montesanto Andreolo Corsi Sansone Fedullo Reguzzoni Maini Schiavio | Angelo Schiavio (26)                                                             |
| Gianni Fiorini Gasperi Montesanto Andreolo Corsi Sansone Fedullo Reguzzoni Maini Schiavio | Pozostałe piłkarze: Aldo Donati (7), Gerardo Ottani (10), Alcide Ivan Violi (7). |